# Passiflora bicornis
Passiflora bicornis je biljka iz porodice Passifloraceae.

## Vanjske poveznice
- Gard. dict. ed. 8: Passiflora no. 13. 1768 "bicorna"
- Passiflora bicornis  Arhivirana inačica izvorne stranice od 17. studenoga 2011. (Wayback Machine) na Germplasm Resources Information Network (GRIN)  Arhivirana inačica izvorne stranice od 3. svibnja 2013. (Wayback Machine), SAD-ov odjel za poljodjelstvo, služba za poljodjelska istraživanja. Pristupljeno 9. listopada 2010.

### Drugi projekti
|  | Zajednički poslužitelj ima još gradiva o temi Passiflora bicornis |
|  | Wikivrste imaju podatke o taksonu Passiflora bicornis             |